# Mcconnellite
La mcconnellite è un minerale.